# Alma Guillermoprieto

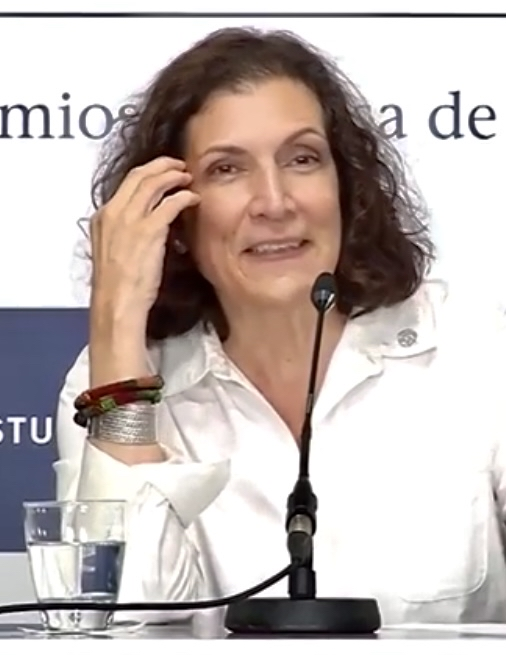
Alma Guillermoprieto, 2018

Alma Guillermoprieto (* 27. Mai 1949 in Mexiko-Stadt) ist eine mexikanische Journalistin, die für die britische und US-amerikanische Presse umfassend über Lateinamerika berichtet. Weite Verbreitung finden ihre Artikel auch in der spanischsprachigen Welt. Sie gilt als eine der scharfsinnigsten Berichterstatterinnen zu Lateinamerika. Ihre politischen Analysen zeichnen sich aus durch die ihnen eigene Feinfühligkeit gegenüber Geschichte und Kultur, weiter durch Guillermoprietos Fähigkeit, mittels pointierter Details Dilemmata von größerem Ausmaß zu erhellen.

## Leben
Guillermoprieto wurde in Mexiko-Stadt geboren und verbrachte dort auch ihre Kindheit. Als Jugendliche zog sie zusammen mit ihrer Mutter nach New York. Dort studierte sie mehrere Jahre Modern Dance und arbeitete von 1962 bis 1973 als professionelle Tänzerin. Mitte der siebziger Jahre begann sie ihre Laufbahn als Journalistin für den Guardian, später wechselte sie zur Washington Post. Im Januar 1982 deckte die mittlerweile in Mexiko-Stadt lebende Guillermoprieto zusammen mit Raymond Bonner (The New York Times) das Massaker von El Mozote auf: dort waren im Dezember 1981 900  Zivilisten von Soldaten der salvadorianischen Armee ermordet worden. Mit großem Aufwand und unter hohem persönlichen Risiko gelang es Guillermoprieto durch die Vermittlung von Rebellen der Frente Farabundo Martí para la Liberación Nacional (FMLN) den Ort des Geschehens etwa einen Monat nach dem Massaker zu besuchen.
Als die Reportage am 27. Januar 1982 gleichzeitig in der Post und der Times veröffentlicht wurde, tat die Reagan-Regierung diese schlicht als Propaganda ab. In der Folge allerdings konnten etliche Details des Geschehens, wie sie zuerst von Guillermoprieto und Bonner berichtet wurden, verifiziert werden.
Einen Großteil der folgenden zehn Jahre war Guillermoprieto Leiterin des Südamerika-Ressorts der Newsweek.
2001 wurde sie Mitglied in der American Academy of Arts and Sciences. Für 2018 wurde ihr ein Prinzessin-von-Asturien-Preis zugesprochen.

## Rezeption
In Samba (1990), ihrem ersten Buch, berichtet Guillermoprieto von ihrer Zeit in Manguiera, einer Favela nahe dem für seine Sambaschule berühmten Rio de Janeiro. Während der neunziger Jahre fand Guillermoprieto ihre Berufung als freie Journalistin. Sie verfasste lange, umfassend recherchierte Artikel zu lateinamerikanischer Kultur und Politik für den New Yorker und The New York Review of Books, darunter auch herausragende Arbeiten zum kolumbianischen Bürgerkrieg, dem Sendero Luminoso  („Leuchtender Pfad“) zur Zeit des innenpolitischen Konfliktes in Peru, den Folgen des „Schmutzigen Krieges“ in Argentinien und dem post-sandinistischen Nicaragua. Gebündelt finden sich diese Artikel in dem Band The Heart That Bleeds (1994), der inzwischen als klassisches Porträt der Politik und Kultur Lateinamerikas während der „verlorenen Dekade“ angesehen wird (im Spanischen erschien das Buch unter dem Titel Al pie de un volcán te escribo — Crónicas latinoamericanas, 1995). Auf Wunsch von Gabriel García Márquez leitete Guillermoprieto im April 1995 den Eröffnungs-Workshop an der Fundación para un Nuevo Periodismo Iberoamericano, einem von Márquez im kolumbianischen Cartagena de Indias gegründeten Institut zur Förderung des Journalismus. Bis heute bietet sie immer wieder derartige Workshops für junge Journalisten an. 1995 erhielt sie zudem ein  Stipendium der MacArthur-Stiftung.
Eine zweite Anthologie mit Guillermoprietos Artikeln, Looking for History, wurde 2001 publiziert. Sie veröffentlichte außerdem eine Sammlung spanischer Texte zur mexikanischen Krise, El año en que no fuimos felices.
2004 publizierte Guillermoprieto das Erinnerungsbuch Dancing with Cuba. In diesem autobiographischen Buch berichtet sie von den Monaten, die sie 1970 als Lehrerin für Modernen Tanz an der Escuela de Danza Moderna in Havanna verbrachte. Ein Auszug daraus wurde 2003 im New Yorker abgedruckt. Im Verlauf des Jahres 2008 trat sie der Fakultät des Zentrums für Lateinamerikastudien an der University of Chicago als zeitweilige Gastdozentin bei.

## Werke
Monographien
- The Years of Blood: Stories from a Reporting Life in Latin America. Duke University Press, Durham 2025, ISBN 978-1-4780-2817-8.
- Havanna im Spiegel. Eine Erinnerung an die Revolution („Habana en un espejo“). Berenberg, Berlin 2009, ISBN 978-3-937834-33-7.
- Samba. Knopf Books, New York 1990, ISBN 0-394-57189-4.
- The heart that bleeds. Latin America now („Al pie de un volcán te escribo“). Vintage Books, New York 1994, ISBN 0-679-75795-3.
- Looking for history. Dispatches from Latin America. Pantheon Books, New 2001, ISBN 0-375-42094-0.
- Dancing with Cuba. A memoir of the revolution. Pantheon Books, New York 2004, ISBN 0-375-42093-2.
- Las guerras en Colombia. Tres ensayos. Aguilar, Bogota 2000, ISBN 958-704-635-8.[6]
- Los ãnos en que fuimos felices. Crónicas de la transición mexicana. Plaza & Janés, Mexiko-Stadt 1999, ISBN 968-11-0412-9.

Aufsätze
- Mexico City 1992. In: Gilbert M. Joseph, Timothy J. Henderson (Hrsg.): The Mexico Reader. History, culture, politics. 3. Auflage. University Press, Durham, N.C. 2002, ISBN 0-8223-3042-3, S. 41–52.
- Medellin 1991. In: Carlos A. Aguirre, Robert Buffington (Hrsg.): Reconstructing criminality in Latin America. (Jaguar Books on Latin America; Bd. 19). Rowman & Littlefield, Wilmington, Del. 2000, ISBN 0-8420-2621-5, S. 219–240.[7]
- Garbage. In: Rubén Gallo (Hrsg.): The Mexico Reader. (The Americas). University Press, Madison, Wisc. 2004, ISBN 0-299-19714-X, S. 291–308.
- Ciudad de Mexico, 1949. In: Lolita Bosch (Hrsg.): Hecho en México (Literatura Mondadori; Bd. 340). Mondadori, Barcelona 2007, ISBN 978-84-397-2082-9, S. 89–92.
- Ciudad de Mexico, 1992. In: Lolita Bosch (Hrsg.): Hecho en México (Literatura Mondadori; Bd. 340). Mondadori, Barcelona 2007, ISBN 978-84-397-2082-9, S. 93–116.